# Bouchet (Drôme)
Bouchet település Franciaországban, Drôme megyében. Lakosainak száma 1417 fő (2022. január 1.). Bouchet La Baume-de-Transit, Suze-la-Rousse, Tulette és Visan községekkel határos.

## Népesség
A település népességének változása:
| Lakosok száma | 556  | 671  | 670  | 969  | 1364 | 1454 | 1512 | 1544 | 1501 | 1417 |
|               | 1968 | 1982 | 1990 | 2006 | 2013 | 2015 | 2017 | 2019 | 2020 | 2022 |